# Buzz Number
Mit Buzz number (englisch to buzz ‚brummen, dröhnen‘) wurde ein Markierungssystem der US-amerikanischen Luftwaffe (United States Air Force (USAF)) bezeichnet, das mit Hilfe von übergroß aufgetragenen Kennzeichen, neben einer allgemeinen Identifizierung der Flugzeuge in der Luft, auch dazu dienen sollte Piloten zu überführen, die vorschriftwidrige Tiefflüge mit hoher Geschwindigkeit über besiedeltem Gebiet durchführten (im engl. als „Buzzing“ bezeichnet). Buzz Numbers wurden nach Ende des Zweiten Weltkriegs eingeführt und bis in die frühen 1960er Jahre verwendet.

## Beschreibung
Eine Buzz number setzte sich aus drei Komponenten zusammen: Nach einem Aufgabenkürzel, das abhängig vom Verwendungszweck einem Flugzeugmuster zugewiesen wurde, folgte ein fortlaufender Kennbuchstabe für das Baumuster innerhalb des Aufgabenbereiches. Ein Bindestrich trennte die beiden Buchstaben von einer dreistelligen Zahl, den letzten drei Stellen der USAF-Seriennummer. Die vollständige Seriennummer wurde auch zusätzlich,
in kleinerer Ausführung am Seitenleitwerk geführt.
Der erste Buchstabe orientierte sich am jeweils aktuellen Bezeichnungssystem für militärische Luftfahrzeuge. Entsprechend wurde 1948 der Kennbuchstabe „P“ für Jagdflugzeuge in „F“ und zum gleichen Zeitpunkt das „F“ für Fotoaufklärer in „R“ geändert. Eines der letzten Muster der USAF mit einer Buzz-Number war die F-110, der die Buchstabenkombination „FJ“ zugeteilt wurde.
Existierten beim gleichen Baumuster weitere Maschinen mit den drei gleichen Endziffern der Seriennummer, ergänzte man einen Unterscheidungsbuchstaben am Ende der Buzz Number.
| Bild | Beispiel | Aufgabenkürzel | Baumuster | – | dreistellige Zahl | – | optional |
| ---- | -------- | -------------- | --------- | - | ----------------- | - | -------- |
|      | B-36     | B              | M         | - | 570               |   |          |
|      | YF-12A   | F              | X         | - | 936               |   |          |
|      | F-84     | F              | S         | - | 424               | - | A        |